# منطقه کرما
منطقه کرما یکی از منطقه های استان خلیج واقع در کشور پاپوآ گینه نو می باشد. مرکز این منطقه کرما است. این منطقه خود از ۶ فرمانداری محلی تشکیل می گردد که هر فرمانداری به منظور سهولت در امر آمارگیری خود به چند بخش تقسیم می شود.

## تقسیمات
این منطقه دارای ۶ فرمانداری محلی است که اسامی آن ها به شرح زیر است:
- فرمانداری محلی روستایی کرما مرکزی

- فرمانداری محلی روستایی کرما شرقی

- فرمانداری محلی روستایی کائینتیبا

- فرمانداری محلی شهری کرما

- فرمانداری محلی روستایی کوتیدانگا

- فرمانداری محلی روستایی لاکهکامو-تائوری